# 琉球新報短編小説賞
琉球新報短編小説賞（りゅうきゅうしんぽうたんぺんしょうせつしょう）は、日本の文学賞。
1973年、琉球新報創刊80年を記念して創設された。琉球新報社が主催している。琉球新報短編小説賞、琉球歌壇賞、琉球俳壇賞・遠藤石村賞をあわせて琉球新報文学三賞という。応募資格は、沖縄県出身者および県内在住者で、未発表作品に限られる。規定枚数は、400字詰め原稿用紙40枚。受賞作には10万円と記念品が、佳作入選者には3万円が贈られる。第4回受賞の又吉栄喜は、第4回すばる文学賞、第114回芥川龍之介賞を受賞している。第11回受賞の目取真俊は、第117回芥川龍之介賞、第26回川端康成文学賞を受賞している。